# Mirko Soltau
Mirko Soltau (* 13. Januar 1980 in Dresden) ist ein deutscher Fußballspieler.

## Karriere
Mirko Soltau erlernte das Fußballspielen im Alter von fünf Jahren bei Dynamo Dresden. Seine erste Station im Herrenbereich war der FV Dresden-Nord, danach spielte der Linksfuß bei den Regional- bzw. Oberligisten FC Augsburg, 1. FC Union Berlin, FC Sachsen Leipzig und VFC Plauen. In der Saison 2008/09 absolvierte er für Plauen 30 Spiele in der Regionalliga Nord und erzielte dabei acht Treffer. Saisonhöhepunkt war dabei der 4:1-Sieg gegen den SV Babelsberg 03, als der Mittelfeldmann alle vier Treffer für den VFC erzielte. Soltau war Leistungsträger seiner Mannschaft und zog damit das Interesse höherklassiger Vereine auf sich.
Am 19. Juni 2009 unterzeichnete Mirko Soltau einen Zweijahresvertrag beim Drittligisten Dynamo Dresden und absolvierte in der Saison 2009/10 neun Spiele für die SG Dynamo. Sein erstes Spiel am 25. Juli 2009 gegen den VfB Stuttgart II war zugleich sein Profidebüt. In der Saison 2010/11 spielte Soltau als Kapitän für die zweite Mannschaft der Dresdner in der fünftklassigen Oberliga Nordost. Zur Saison 2011/12 schloss er sich dem Sachsenligisten Heidenauer SV an, mit dem ihm der Aufstieg in die Oberliga Nordost gelang.
Seit Beginn der Saison 2013/14 spielt Mirko Soltau beim sächsischen Landesliga-Aufsteiger SV See 90.
Insgesamt absolvierte Soltau bisher neun Partien in der 3. Liga und 58 Spiele in der Regionalliga, in denen er sich elf Mal in die Torschützenliste eintragen konnte. Dazu kamen zwei Einsätze im DFB-Pokal.